# 侯博渊
侯博渊（1923年—），男，上海人，中国电机工程专家，曾任山东工业大学教授，第五、六、七届全国政协委员。